# (10462) Saxogrammaticus
(10462) Saxogrammaticus est un astéroïde de la ceinture principale.

## Description
(10462) Saxogrammaticus est un astéroïde de la ceinture principale. Il fut découvert le 19 mai 1979 à La Silla par Richard M. West. Il présente une orbite caractérisée par un demi-grand axe de 2,24 UA, une excentricité de 0,20 et une inclinaison de 6,6° par rapport à l'écliptique.
Il est nommé d'après le moine et historien danois Saxon le Grammairien ou en latin Saxo Grammaticus.